# Harper (Liberia)
Harper ist eine Ortschaft am Cape Palmas, dem südwestlichsten Punkt der Republik Liberia und zugleich südlichster Punkt in Westafrika.

## Beschreibung
Harper ist eine kleine Hafenstadt und Verwaltungszentrum des Maryland County, es liegt nahe der Grenze zur Republik Elfenbeinküste. Die klippenreiche und felsige Küstenregion um Harper (Kongo Rock, Henderson Rock, Billy Rock) mit der Mündung des Hoffman River bot Trinkwasser und zwei geschützte Ankerplätze. Nach Südosten bildet ein schmaler, fast zehn Kilometer langer Dünenstreifen einen natürlichen Damm, der die Lagune Lake Sheperd vom offenen Meer trennt. Zu Harper gehören die Vororte Old Kru Town und Tubman Town sowie ein kleiner Flugplatz.

## Geschichte

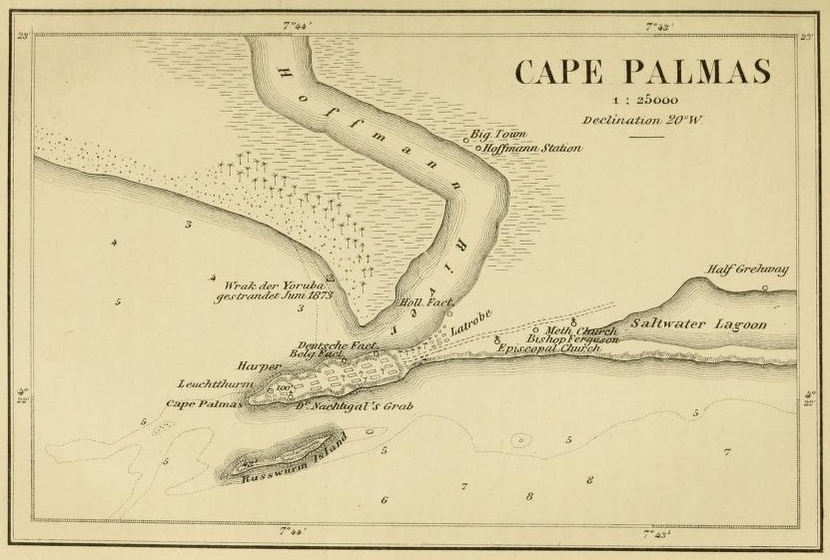
Cape Palmas (um 1890)

Der Ortsname Harper erinnert an den US-Politiker General Robert Goodloe Harper (1765–1825), dieser war ein Unterstützer der Maryland Kolonialisations-Gesellschaft, die am 12. Februar 1834 die Kolonie Maryland in Liberia an der westafrikanischen Küste begründete. Die Kolonisten wählten den am Cape Palmas gelegenen Naturhafen als Siedlungsplatz und Handelsposten, daraus entwickelte sich bis 1850 die erste Stadt der Kolonie.

Maryland war dank des Hafens eine wirtschaftlich erfolgreiche Kolonie und erlangte am 29. Mai 1854 die staatliche Unabhängigkeit. Bereits am 18. März 1857 wurde die Eigenständigkeit aufgegeben und der einzige Präsident dieser Republik – Boston Jenkins Drayton – unterzeichnete gemeinsam mit Joseph Jenkins Roberts den Beitrittsvertrag zum Staat Liberia. Diesem Zusammenschluss ging ein als Kru-War bezeichneter Bürgerkrieg voraus, den die zahlenmäßig kleine Schar der Kolonisten ohne die militärische Unterstützung der Liberianer nach eigener Einschätzung nicht überstanden hätte.
Während der Verhandlungen beim Berliner Kongress von 1885 wurde der bisher unbestimmte Verlauf der Grenzen zwischen der Republik Liberia und den französischen und britischen Kolonialgebieten in Westafrika staatsrechtlich fixiert. Hierbei wurde von Frankreich der östlich von Cape Palmas gelegene Küstenstreifen, ein wesentlicher Bestandteil der ehemaligen Kolonie Maryland, beansprucht und der Kolonie Französisch-Westafrika hinzugefügt.

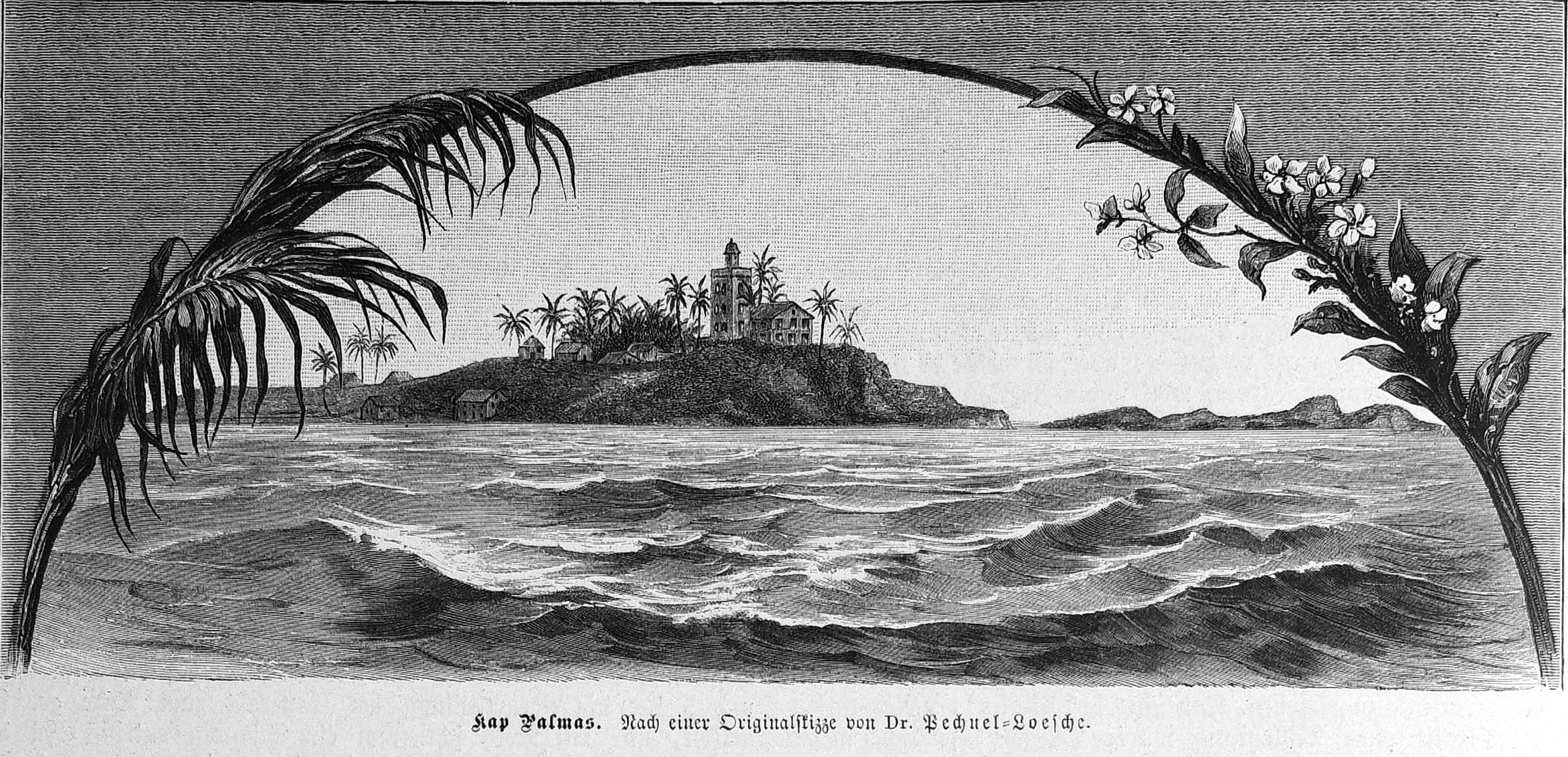
Cape Palmas (1885)

Nach dem Ersten Weltkrieg ging die Bedeutung der Region um Cape Palmas weiter zurück, wirtschaftliche Grundlage bildete traditionell der Fischfang und die Palmöl-Gewinnung. In den 1930er Jahren wurden im Hinterland einige Kautschuk-Plantagen angelegt, der Hafen von Harper diente auch dem Umschlag von Tropenholz.
In Harper wurde 1895 der bedeutende liberianische Staatspräsident William S. Tubman geboren, er förderte seine Heimatstadt auch kulturpolitisch durch die Gründung der William S. Tubman Bibliothek.
Die Einwohnerzahl der Stadt Harper betrug am Stichtag (2008) 17.837 Einwohner.

## Sehenswürdigkeiten
In Harper befinden sich einige Zeugnisse und Geschichtsdenkmäler aus dem 19. Jahrhundert, zu ihnen zählen der Masonic Temple und das Denkmal für den ehemaligen Gouverneur John Brown Russwurm. Während des Bürgerkrieges wurden viele Gebäude beschädigt und ausgeplündert.

## Persönlichkeiten
- Gustav Nachtigal (1834–1885), deutscher Afrikaforscher, verstarb auf der Heimreise von Kamerun kommend auf See und wurde am 21. April 1885 am Cape Palmas beigesetzt. 1888 wurden die sterblichen Überreste nach Kamerun überführt.
- John Brown Russwurm, liberianischer Politiker und erster Gouverneur von Maryland.
- Philipp Schönlein, Schweizer Afrikareisender, verstarb am 8. Januar 1856 in Cape Palmas – jetzt Harper – nachdem er mehrere Wochen in der Küstenregion und im Hinterland von Cape Palmas botanische und geographische Studien betrieben hatte.

## Söhne und Töchter der Stadt
- William S. Tubman (1895–1971), ehemaliger Präsident der Republik Liberia